# Берекіу (Арад)
Берекіу (рум. Berechiu) — село у повіті Арад в Румунії. Входить до складу комуни Апатеу.
Село розташоване на відстані 411 км на північний захід від Бухареста, 66 км на північний схід від Арада, 134 км на захід від Клуж-Напоки, 108 км на північний схід від Тімішоари.

## Населення
За даними перепису населення 2002 року у селі проживали 913 осіб.
Національний склад населення села:
| Національність | Кількість осіб | Відсоток |
| -------------- | -------------- | -------- |
| румуни         | 860            | 94,2%    |
| цигани         | 50             | 5,5%     |

Рідною мовою назвали:
| Мова      | Кількість осіб | Відсоток |
| --------- | -------------- | -------- |
| румунська | 861            | 94,3%    |
| циганська | 50             | 5,5%     |